# Нидермор
Нидермор (нем. Niedermohr) — община в Германии, в земле Рейнланд-Пфальц.
Входит в состав района Кайзерслаутерн. Подчиняется управлению Рамштайн-Мизенбах. Население составляет 1467 человек (на 31 декабря 2010 года). Занимает площадь 12,13 км².
Коммуна подразделяется на 3 сельских округа.
История:

Пейзаж Нидермора

В первые Нидермор упоминается в документе в 1387 года.
Достопримечательности в Нидерморе и его окрестностях:
- Приходская католическая церковь Святого Геогрия (14 век) в Кирхморе.
- Медный рудник «Евгензече» (18-19 век) с двумя туннельными системами.
- Руины замка Нанштайн над Ландштулем в Пфальце (с таверной).
- Прекрасный вид с башни Бисмарка в Ландштуле.

Транспортное сообщение:
Нидермор входит в транспортное объединение Рейн-Неккар. Собственная железнодорожная станция на маршруте Ландштуль — Кузель.